# St. Nikolaus (Mitteleschenbach)

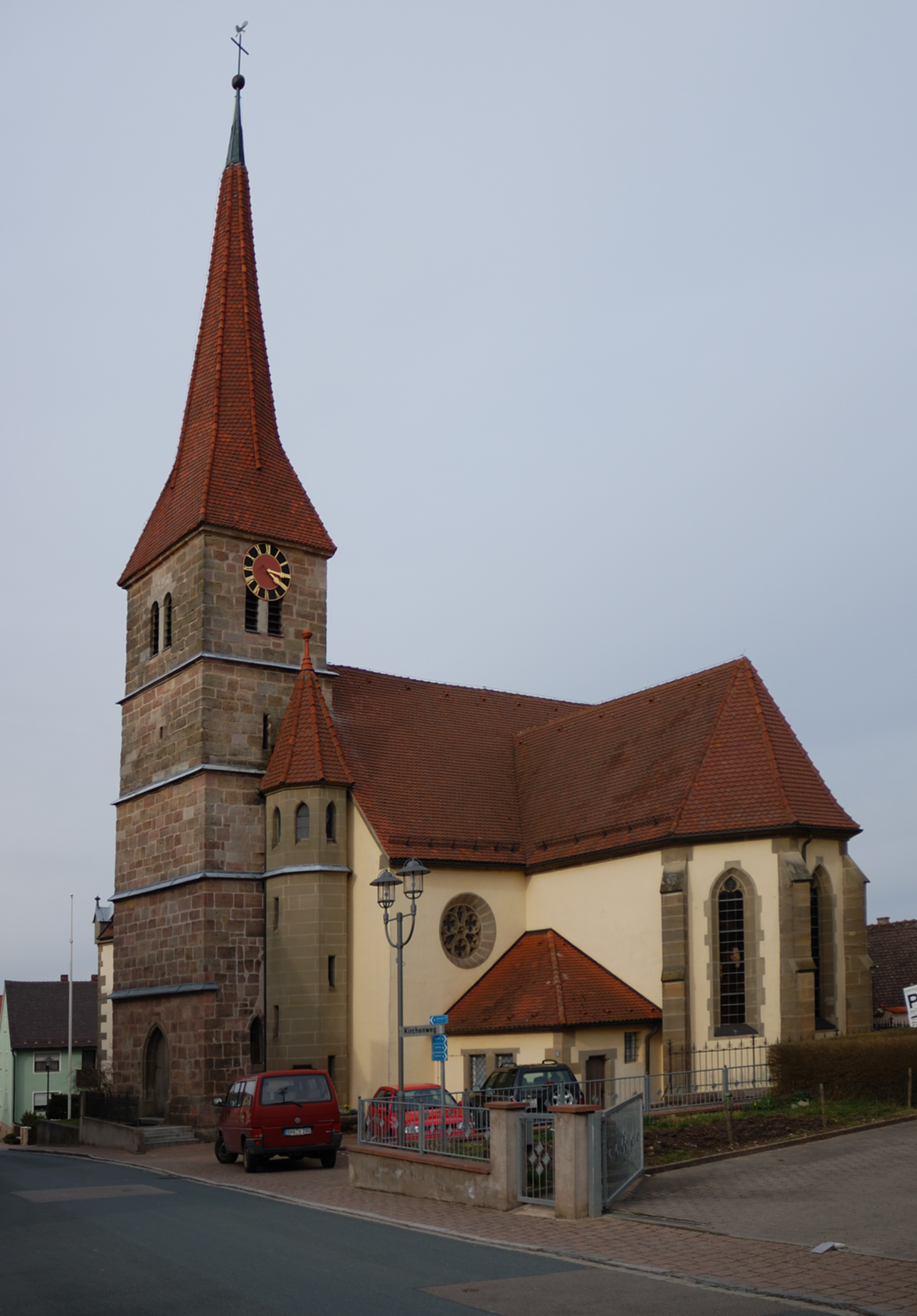
St. Nikolaus, Ostseite

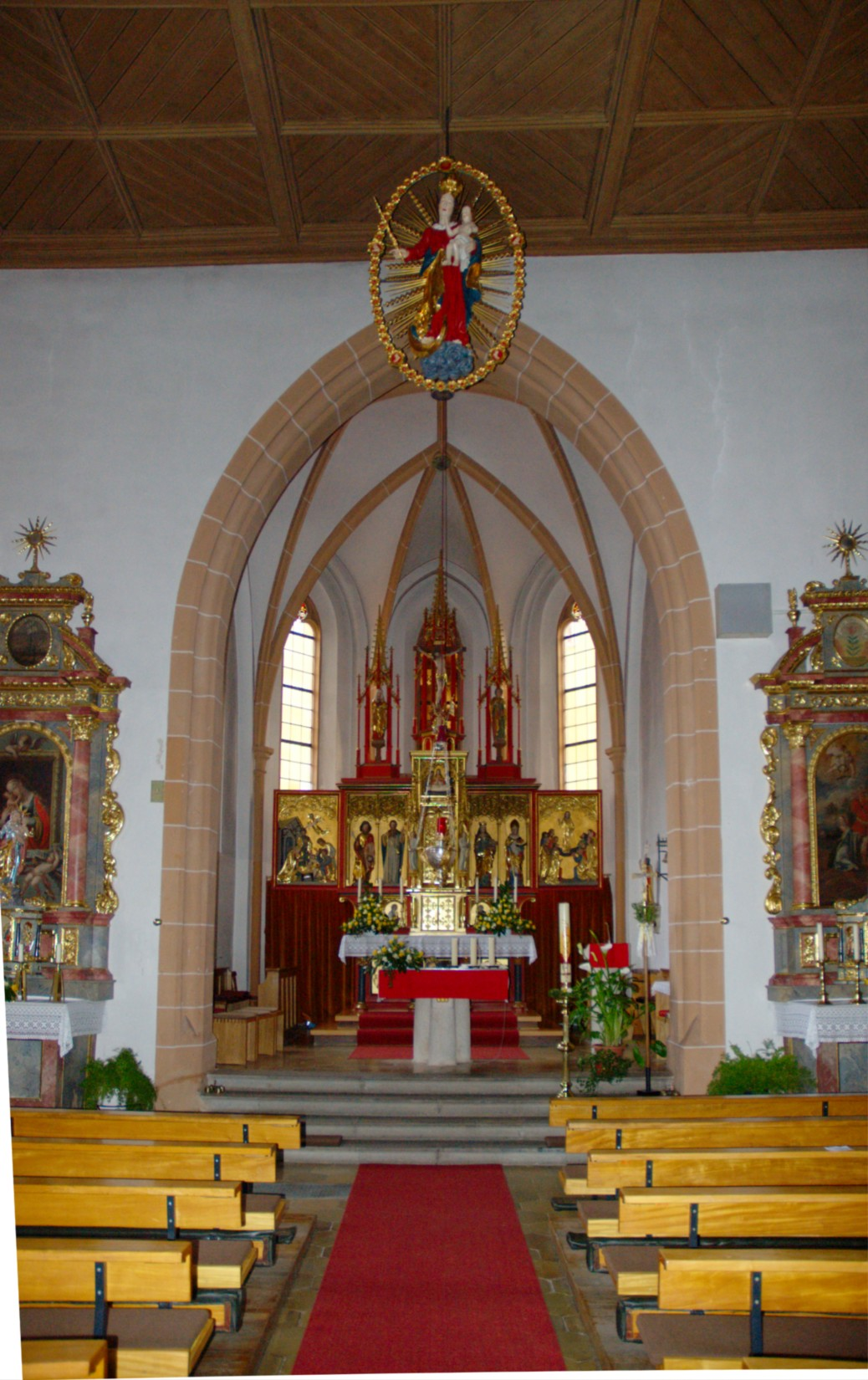
Südseite des Querschiffes mit Chorraum

St. Nikolaus ist eine nach dem heiligen Nikolaus von Myra benannte römisch-katholische Kirche in Mitteleschenbach (Dekanat Herrieden des Bistums Eichstätt).

## Kirchengemeinde
Wann die Kirche mit Doppelpatrozinium auf den heiligen Nikolaus und heiligen Sola geweiht wurde, ist unklar. Es ist eine Kirchweihe in Eschelebach (zwischen 1057 und 1075 durch Bischof Gundekar II.) und in Eskenbach (zwischen 1182 und 1196 durch Bischof Otto) bekannt. Da für den Zeitraum 1157 bis 1161 in Mitteleschenbach ein Pfarrer Ezzo bezeugt ist, kann wahrscheinlich von der früheren Kirchweihe ausgegangen werden. Das Patronatsrecht erwarb der Bischof von Eichstätt im Jahr 1268 vom Kloster Engelthal durch Tausch eines Patronatsrechts in Offenhausen, das dem Kloster näher gelegen war. Immer wieder versuchte Brandenburg-Ansbach den Eichstättern dieses Patronatsrecht streitig zu machen.
Mitteleschenbach war wahrscheinlich schon von Anbeginn selbstständig, möglicherweise aber eine Filiale von Windsbach, worauf eine jährlich stattfindende Prozession hinweisen könnte. Das Solapatrozinium könnte auf eine Verbindung zum Kloster Solnhofen hinweisen, das von der Benediktinerabtei Fulda gegründet wurde. Mitteleschenbach selbst hatte ursprünglich St. Valentin (Obererlbach) als Filiale. Um 1800 waren die Orte Adelmannsdorf, Bremenhof, Gersbach, Ismannsdorf, Käshof, Klappermühle und Speckheim nach Mitteleschenbach gepfarrt.
Zur Kirchengemeinde gehören die Friedhofskirche St. Walburga, die Kapellen Am Gersbacher Weg, Am Kirchenweg, Am Reisig, An der Eschenbachstraße, An der Kreuzung Kermgasse/Bergstraße, An der Mönchswaldstraße, An der Rathausstraße, An der Winkelhaiderstraße, St. Konrad, St. Willibald, Zum Gekreuzigten Heiland und Zum Guten Hirten.
1928 entstand die Filiale St. Bonifatius (Windsbach), die 1952 zur Kuratie ernannt und 1961 zur Expositur erhoben wurde. Seit 1975 ist St. Bonifatius eine eigenständige Pfarrei.
St. Nikolaus gehört zum Pfarrverband Wolframs-Eschenbach.

## Kirchengebäude
St. Nikolaus war ursprünglich eine gotische Chorturmkirche. Während des Dreißigjährigen Krieges wurde sie schwer in Mitleidenschaft gezogen und musste 1701/02 renoviert werden. 1895 wurde, weil die Kirche für die Gemeinde zu klein war, ein Saal mit 5/8-Chor im Süden angebaut und der ursprüngliche Saal wurde zum Querschiff der Kirche. Die beiden mit Satteldach abschließenden Saalbauten stehen im rechten Winkel zueinander und bilden eine Kreuzform. In der Südwest-, Südost- und Nordostecke gibt es jeweils kleinere Anbauten. Das Hauptportal der Kirche befindet sich an der Nordseite. Das Hauptschiff und der Chor haben Spitzbogenfenster. Im Westen steht ein im Grundriss rechteckiger, viergeschossiger Turm mit Westportal und Spitzdach, daneben ein kleinerer oktogonaler Turm, der mit der Spitze bis zum dritten Geschoss des Hauptturms reicht. Die Weihe erfolgte am 10. Mai 1900.
Der Saal schließt innen mit einer Holzdecke flach ab und bildet mit dem Querschiff eine T-Form. Die Südseite ist durch eine Spitzbogenarkade mit dem kreuzrippengewölbten Chor verbunden. In diesem steht ein Hochaltar aus Holz mit Aufsatz. Links und rechts des Chorbogens stehen zwei Seitenaltäre, über dem Bogen ist eine Skulptur der Regina Coeli angebracht. An der Westseite des Querschiffs ist eine Orgelempore eingezogen. An den Wänden sind verschiedene Heiligenfiguren und Gemälde des Kreuzweges angebracht. Die Kirchenbänke sind modern, die gesamte Inneneinrichtung wohl Ende des 19. Jahrhunderts mit Ausnahme eines am Altar angebrachten Holzkreuzes des 15. Jahrhunderts und drei Heiligenfiguren des Nikolaus, Bartholomäus (Sola ?) und Margaretha, die ursprünglich in der Tannhäuser Kirche gestanden haben. Die um die Jahrhundertwende eingebaute Orgel diente als Langzeitprovisorium. 1989 erfolgte ein Neubau mit einem Kostenpunkt von 200.000 DM von Friedrich Kreuzer aus München (WRK Orgelbau).

## Glocken
1912 wurde für die Kirche ein neues Geläut konzipiert, welches eine vorhandene alte Glocke um drei neue ergänzte. 1917 versteckte ein mutiger Mitbürger ein Teil des Geläuts. Dennoch wurden zwei Glocken im Ersten Weltkrieg eingezogen. Die verbliebenen Glocken konnten nach Beendigung des Krieges wieder ihren Dienst tun und der Kriegsverlust wurde wieder ergänzt.
Im Zweiten Weltkrieg wurden 1943 bis auf eine einzige alle Glocken eingezogen. Nach dem Krieg wurde eine neue Glocke zu der Vorhandenen ergänzt. Erst 1976 wurden vier neue Glocken im Wert von 70.000 DM mit 1115, 780, 550 und 445 kg beschafft.